# T-モバイル
T-モバイル (T-Mobile、ティー・モバイル) は、ドイツ・ボンに本社を置き、ヨーロッパ及び北米で移動体通信サービスを提供している会社。ドイツテレコムの子会社である。

## 概要
GSM方式・UMTS方式の携帯電話で、各国で激しいシェア争いを繰り広げている。現在は約1億100万人の加入者を持ち、加入者数ベースで世界第6位、通話国数でボーダフォン、テレフォニカに次ぐ世界第3位の規模を持つ携帯電話キャリアである。テレフォニカとは携帯電話の国際的アライアンスであるフリームーブ・アライアンスに共同で参画していたが、2006年にテレフォニカが脱退している。
M&Aにより各国の携帯電話キャリアを傘下におさめてシェア拡大を狙う施策を行っているが、買収を企図していたO2 plc（ブリティッシュ・テレコム傘下の携帯電話キャリア）のテレフォニカによる買収を許すなど、必ずしも順風満帆ではないようである。

## スポーツ支援
ヨーロッパで人気の高いスポーツ、とりわけサッカーへの支援を積極的に行っている。
サッカーではオーストリアの1部リーグであるブンデスリーガの冠スポンサーとなるほか、ドイツ・ブンデスリーガのバイエルン・ミュンヘンなど、各国のチームでユニフォームスポンサーとなっている。
かつては自転車ロードレースへの支援も積極的に行っており、2004年にドイツテレコムのスポンサードを引き継ぐ形で「チーム・T-モバイル」としてUCIプロツアーに参戦。ヤン・ウルリッヒをはじめエリック・ツァベル、パオロ・サヴォルデッリ、アレクサンドル・ヴィノクロフ、カデル・エヴァンスらの有力選手を揃えていた。コーポレートカラーでもあるピンクのジャージが印象的なチームでもあったが、度重なるドーピング疑惑への対応を迫られる形で、2007年シーズンをもってドイツテレコム時代からの16年間にわたるスポンサードを終了した。チームは運営母体となっていたハイロードスポーツの下で「チームハイロード」のチーム名で活動を継続し、その後アメリカのアパレルメーカーであるコロンビアやHTCをメインスポンサーに活動していたが、2011年限りで解散した。

## 各国の現地法人
ヨーロッパ各国を中心に現地法人を持つ。

### ドイツ
1985年に旧西ドイツの郵政・通信公社であるブンデスポスト (Deutsche Bundespost) が第一世代携帯電話方式であるC-Netz方式の携帯電話事業を開始したのが起源。1992年に子会社に移行しGSM方式の携帯電話事業を開始、1995年に民営化した。
現在、ドイツ法人であるドイツT-モバイル（T-Mobile Germany)）として約3200万人（2005年9月現在）の加入者を抱え、ボーダフォンをしのぎドイツ国内最大の携帯電話キャリアとなっている。ドイツでは携帯電話方式がGSMからUMTS方式への移行が予定されており、2000年8月には82億ユーロを投じてUMTS方式のライセンスを取得している。
Apple iPhoneのドイツ国内での独占販売権を獲得した。

### アメリカ
2001年に、USで唯一GSM方式（1900MHz帯）により全国レベルでサービスを提供していたボイスストリーム（VoiceStream）を240億ドルで買収し、T-Mobile USAとした。その後、2013年5月に、T-Mobile USAとMetroPCSは合併を完了して、T-Mobile USとなった。新会社の株式約74%は、ドイツテレコムの保有で、株式は、ニューヨーク証券取引所に上場された。
2013年3月末での、T-Mobile USAとMetroPCSの合算した加入者数は、約4300万人で、全米4位。EUのT-Mobileグループとは、周波数の違いなどから、端末やネットワーク調達では独自色が強い。加入者規模では、T-Mobileグループの中では、ドイツと並んで最大級。
2020年4月に、スプリントを吸収合併してT-Mobileとなった。

### イギリス
1993年にサービスを開始した、One 2 Oneが前身。1999年にドイツテレコムがケーブル・アンド・ワイヤレスの子会社であるマーキュリー・コミュニケーションズよりOne 2 Oneを買収。2002年にT-モバイルUKとブランド名を変更した。技術方式はGSM方式（1800MHz）に加え、第三世代サービスとしてUMTS方式を2003年から提供している。国内の加入者数ではO2、ボーダフォンに次ぎ3位。ヴァージン・グループと提携し、プリペイド方式の携帯電話サービス、ヴァージン・モバイルを運営（仮想移動体通信事業者のさきがけ）。
2009年に、フランステレコムのオレンジ(UK)と合併し、"Everything Everywhere" (EE)となった。株式比率はドイツテレコム:フランステレコムが50:50。

### オーストリア
墺T-モバイル(T-Mobile Austria)、オーストリア法人。

### オランダ
フランステレコムよりオレンジのオランダ法人を13億ユーロで買収し、T-モバイル・オランダとした。KPNモバイルに次いで国内シェアは2位。

### チェコ
チェコT-モバイル(T-Mobile Czech Republic)、チェコ法人。

### マケドニア
マケドニアT-モバイル(T-Mobile Macedonia)、マケドニア共和国法人。

### モンテネグロ
モンテネグロT-モバイル(T-Mobile Montenegro)、モンテネグロ法人。

### スロバキア
スロバキアT-モバイル(T-Mobile Slovakia)、スロバキア法人。

## 日本
日本は世界でも数少ない「GSM方式を採用していない国」であり、T-モバイルのGSM携帯電話はそのまま使うことができない。このためドイツテレコムの日本法人では、海外出張者向けにT-モバイルのサービスが受けられる携帯電話端末の販売を行っている。これらの端末はSIMロックがかかっていないのが特徴で、SIMカードの差し替えが可能となっている（データ端末の一部にSIMロックあり）。
ドイツ本国以外のT-Mobileの契約は、日本国内ではテレコムスクエアでT-Mobile USA等の一部ドイツ外T-MobileオペレータのSIMカード契約が出来る。ただし、ノキアストア東京駅八重洲地下街が閉鎖となったため、端末は別途用意が必要であるが、端末本体に限り、同社運営の「モバイルセンター成田空港」で購入できる場合があるとしている。
これらの端末は、NTTドコモのFOMA端末との国際SMS（ショートメッセージサービス）の利用が可能である。
上述のように、T-Mobile USAのMVNOとして、2009年にNTTドコモUSAが在米日本人向けの携帯電話サービスを始めている。T-Mobile USAの3Gサービスは、長らく、北米独自のAWSバンドであった為、日本で使用されている端末で、T-Mobile USAの3Gサービスをローミング使用することは、ほとんどの場合できなかった。2012年秋より、T-Mobile USAのPCSバンド(1900MHz帯)での3Gの展開が始まっており、また、2011年に、AT&TのT-Mobile USA買収が破談となった結果、買収合意の違約条件として、T-Mobile USAは、AT&Tモビリティより、AT&Tモビリティ・ネットワークのローミング使用などの条件を獲得しており、現在では、セルラーバンドおよびPCSバンドをサポートする日本仕様の端末とT-Mobile USAのSIMカードの組み合わせで、3Gサービスを使用出来るエリアは、以前より大幅に改善されているが、使用出来るかどうかは、T-Mobile USのカバレッジの地図で確認することが必要。